# Tinea xanthosomella
Tinea xanthosomella is een vlinder uit de familie van de echte motten (Tineidae). De wetenschappelijke naam van de soort werd in 1890 gepubliceerd door Peter Maassen. De soort komt voor in Bolivia.

## Synoniemen
- Tinea boliviana Busck, 1911